# Ellen Enkel
Ellen Enkel (* 11. Januar 1971 in Köln) ist eine schweizerisch-deutsche Wirtschaftswissenschaftlerin und Professorin für Allgemeine Betriebswirtschaftslehre und Mobilität an der Universität Duisburg-Essen.

## Leben
Ellen Enkel studierte von 1991 bis 1998 im Staatsexamen Biologie, Pädagogik und Theologie an den Universitäten Bielefeld und Paderborn. Von 1998 bis 2003 promovierte sie in Wirtschaftspädagogik und schloss ihre Promotion über Wissensnetzwerke mit höchster Auszeichnung (summa cum laude) ab. Währenddessen leitete sie parallel das Kompetenzzentrum Knowledge Source an den Instituten für Betriebswirtschaftslehre und für Wirtschaftsinformatik an der Universität St. Gallen und hatte zwischen 2003 und 2008 an dieser Universität die Leitung des Kompetenzzentrums Open Innovation am Institut für Technologiemanagement inne.
Von 2008 bis 2020 war Enkel Professorin für Innovationsmanagement an der Zeppelin Universität in Friedrichshafen und leitete gleichzeitig das Dr. Manfred Bischoff Institut für Innovationsmanagement der Airbus. Seit 2020 ist Enkel Professorin für Allgemeine Betriebswirtschaftslehre und Mobilität an der Universität Duisburg-Essen.
Sie gründete und leitete den berufsbegleitenden Masterstudiengang Digital Pioneering (Entwicklung digitaler Geschäftsmodelle) an der Zeppelin Universität sowie den internationalen Masterstudiengang Sustainable Logistics Solutions (nachhaltige technische Logistik) an der Universität Duisburg-Essen und rief zahlreiche studentische Start-ups ins Leben.
Von 2012 bis 2021 war sie als eine der ersten Frauen Chefredakteurin des hochrangigen internationalem wissenschaftlichen Fachmagazins R&D Management Journal. Seit 2022 leitet sie das Editorial Advisory Board der Zeitschrift. Neben Forschungsaufenthalten an der London School of Economics (2002) und der Harvard Business School (2016) ist Ellen Enkel international als Expertin der EU-Kommission für Open Innovation und Innovationsökosysteme tätig.

## Forschungsschwerpunkte
Die Forschungsschwerpunkte von Ellen Enkel liegen im Bereich des Technologie- und Innovationsmanagements mit besonderem Fokus auf Open Innovation, Innovationsökosysteme und die Auswirkungen neuer Technologien auf Wirtschaft und Gesellschaft. Zu Beginn ihrer wissenschaftlichen Laufbahn befasste sie sich intensiv mit Wissensnetzwerken und zählt heute zu den Wegbereiterinnen des Open-Innovation-Ansatzes.
Bereits ab 1999 arbeitete sie mit Industriekonsortien daran, Wissensnetzwerke innerhalb und zwischen Unternehmen aufzubauen, um Innovationsprozesse effizienter und wirksamer zu gestalten. Bis 2003 leitete sie das Kompetenzzentrum Knowledge Source am Institut für Wirtschaftsinformatik (IWI) der Universität St. Gallen, wo sie mit Unternehmen wie IBM, Daimler, Unilever und Hewlett Packard kooperierte. Ihre Dissertation zum Thema Wissensnetzwerke schloss sie mit Auszeichnung unter den besten 1 % ihres Jahrgangs ab.
Im Anschluss wechselte sie an das Institut für Technologiemanagement (ITEM), wo sie 2003 das Kompetenzzentrum Open Innovation aufbaute und ihre Forschung zur strukturierten Vernetzung von Wissensquellen fortführte. Im Jahr 2004 veröffentlichte sie gemeinsam mit Oliver Gassmann die international meistzitierte Arbeit zu den Kernprozessen des Open Innovation (Inside-out, Outside-in, Coupled), ein Meilenstein der Innovationsforschung, der sie neben Henry Chesbrough zu einer der Pionierinnen dieses Forschungsfelds macht. Ihre Konzepte, darunter das Open Innovation Maturitätsmodell (von Traditionalisten zu Visionären) sowie ihre Arbeiten zu Cross-Industry Innovationen, gelten bis heute als prägend. Ihre Arbeiten wurden bislang über 14.724-mal (Stand 2025) zitiert.
Aktuell richtet sich ihr wissenschaftliches Interesse zunehmend auf Innovationsökosysteme – eine logische Weiterentwicklung ihrer Forschung zu Wissensnetzwerken – sowie auf den Einfluss disruptiver Technologien wie Künstlicher Intelligenz und autonomer Systeme auf Organisationen und den Menschen.
Ellen Enkel ist Autorin und Herausgeberin von vier Fachbüchern zum Management von Wissensnetzwerken (drei gemeinsam mit Andrea Back und Georg von Krogh) und hat zahlreiche Beiträge in renommierten internationalen Fachzeitschriften wie Technological Forecasting and Social Change, Technovation, R&D Management und International Journal of Technology Management veröffentlicht. Mit über 14.000 Zitationen zählt sie zu den weltweit meistzitierten Wissenschaftlerinnen im Innovationsmanagement. Eine bibliometrische Analyse von Ferrigno et al. (2023) identifizierte Ellen Enkel als die einflussreichste Wissenschaftlerin im R&D Management Journal. Im Bereich Cross-Industry Innovation – der innovationsorientierten Zusammenarbeit über Branchengrenzen hinweg – ist sie die global meistzitierte Autorin. Seit 2020 wird sie jährlich von der Stanford University zu den weltweit besten 2 % aller Wissenschaftlerinnen und Wissenschaftler gezählt.
Als meistzitierte Autorin im R&D Management Journal übernahm sie 2012 als eine der ersten weiblichen Editorinnen die Herausgeberschaft. Während ihrer zehnjährigen Amtszeit als Editor-in-Chief modernisierte sie den Publikationsprozess, erhöhte die thematische Aktualität und trug maßgeblich zur Qualitätssteigerung bei, was sich in einem signifikanten Anstieg des Impact Factors von 2.005 (2012) bis 5.962 (2021) bei ihrer Übergabe im Jahr 2021 widerspiegelt. Seitdem leitet sie das Editorial Advisory Board der Zeitschrift.
Ellen Enkel engagiert sich in besonderem Maße für den Transfer wissenschaftlicher Erkenntnisse in Wirtschaft und Gesellschaft. In ihrer Rolle als Vorständin der Initiative Wissenschaftsstadt Essen fördert sie regionale Innovationspotenziale sowie die Weiterentwicklung von Essen als Innovationsökosystem. Darüber hinaus wirkt sie als Mitglied des Mobilitätsrates NRW und in ihrer Rolle als Sprecherin des MOTION (Mobility Transformation) Institutes an der Gestaltung nachhaltiger Mobilität mit und ist Ko-Vorsitzende der Forschungscampus - Jury des Bundesministeriums für Forschung, Technologie und Raumfahrt (BMFTR), die die Entwicklung von Innovationsökosystemen in Deutschland fördert.

## Privates
Ellen Enkel ist Mutter von zwei Kindern.

## Preise und Auszeichnungen
- Seit 2020 World's Top 2 % Scientists, Stanford University Liste[41]
- 2023 All Time Top 50* Most-Cited Artificial Intelligence Articles in Business, Management, and Social Sciences Journals[47]
- 2023 Auszeichnung als meistzitierte Autorin im R&D Management[37]
- 2023 Meist zitierte Autorin in Cross-Industry Innovation[18]
- 2015 Gewinnerin des „Best Student Paper Award“ auf der ISPIM-Konferenz in Budapest gemeinsam mit Annika Dingler[48]
- 2013 Gewinnerin des „Best Student Paper Award“ auf der ISPIM-Konferenz in Helsinki gemeinsam mit Karoline Bader[49]
- Seit 2012 Autorin der meistzitierten Artikel im R&D Management Journal[37]
- 2010 Finalistin „Best Student Paper“ bei der Academy of Management TIM Division gemeinsam mit Nicole Rosenkranz[50]

## Publikationen (Auswahl)
- Enkel, E., & Sagmeister, V.: External corporate venturing modes as new way to develop dynamic capabilities. In: Technovation. 2020, doi:10.1016/j.technovation.2020.102128.
- Enkel, E., Bogers, M., & Chesbrough, H.: Exploring open innovation in the digital age: a maturity model and future research directions. In: R&D Management. Band 50, Nr. 1, 2020, S. 161–168, doi:10.1111/radm.12397.
- Enkel, E., Groemminger, A.& Heil, S.: Managing technological distance in internal and external collaborations: absorptive capacity routines and social integration for innovation. In: Journal of Technology Transfer. Band 43, Nr. 5, 2018, S. 1257–1290, doi:10.1007/s10961-017-9557-0.
- Enkel, E., Heil, S., Hengstler, M., Wirth., H.: Exploratory and exploitative innovation: To what extent do the dimensions of individual level absorptive capacity contribute? In: Technovation. Band 60–61, 2017, S. 29–38, doi:10.1016/j.technovation.2016.08.002.
- Hubert, M.; Florack, A.; Gattringer, R.; Eberhardt, T.; Enkel, E. & Kenning, P.: Flag up! - Flagship Products as Important Drivers of Perceived Brand Innovativeness. In: Journal of Business Research. Band 71, C, 2017, S. 154–163, doi:10.1016/j.jbusres.2016.09.001.
- Dingler, A. & Enkel, E.: Socialization and innovation: Insights from collaboration across industry boundaries (Aspects of socialization for innovation). In: Technological Forecasting & Social Change. Band 109, 2016, S. 50–60, doi:10.1016/j.techfore.2016.05.017.
- Hengstler, M.; Enkel, E. & Duelli, S.: Applied artificial intelligence and trust – the case of autonomous vehicles and medical assistance devices. In: Technological Forecasting and Social Change. Nr. 105, 2016, S. 105–120, doi:10.1016/j.techfore.2015.12.014.
- Enkel, E. & Heil, S.: Preparing for distant collaboration: Antecedents to potential absorptive capacity in cross-industry innovation. In: Technovation. Band 34, Nr. 4, 2014, S. 242–260, doi:10.1016/j.technovation.2014.01.010.
- Enkel, E.: Individual attributes required for profiting from Open Innovation in Networks. In: International Journal of Technology Management. Band 52, Nr. 3/4, 2010, S. 344–371, doi:10.1504/IJTM.2010.035980.
- Gassmann, O., Enkel, E. and Chesbrough, H.: The future of open innovation as a researchable theory. In: R&D Management Journal. Band 40, Nr. 3, 2010, S. 213–221, doi:10.1111/j.1467-9310.2010.00605.x.
- Enkel, E. and Gassmann, O.: Creative Imitation: Exploring the Case of Cross-Industry Innovation. In: R&D Management Journal. Band 40, Nr. 3, 2010, S. 256–270, doi:10.1111/j.1467-9310.2010.00591.x.
- Gassmann, O.; Kausch, Ch. and Enkel, E.: A study of negative side effects of customer integration. In: International Journal of Technology Management. Band 50, Nr. 1, 2010, S. 43–62, doi:10.1504/IJTM.2010.031917.
- Enkel, E., Gassmann, O. and Chesbrough, H.: Open R&D and Open Innovation: Exploring the Phenomenon. In: R&D Management Journal. Band 39, Nr. 4, 2009, S. 311–316, doi:10.1111/j.1467-9310.2009.00570.x.
- Gassmann, O., Enkel, E.: Towards a Theory of Open Innovation: Three Core Process Archetypes. In: Proceedings of the R&D Management Conference, Lisbon, Portugal, July 6–9, 2004. 2004.